# Karl Birnbaum (1829–1907)
Karl Joseph Eugen Birnbaum, född 18 maj 1829 i Leuven, död 8 maj 1907 i Berlin, var en belgisk-tysk agronom.
Birnbaum var 1860–66 föreståndare för en lantbruksskola vid Frankfurt am Main och 1869–86 professor vid Leipzigs universitet. Åren 1871–73 var han ledamot av tyska riksdagen. Han inlade stora förtjänster vid grundandet av "de nordtyska (sedermera tyska) lantbrukarnas kongress". 
Förutom uppsatser i sin tidskrift, "Deutsche Monatsschrift für Landwirthschaft und einschlagende Wissenschaften" (grundad 1869), författade han bland annat Ueber die Wirthschaftssysteme (1857), Lehrbuch der Landwirthschaft (1858–63), Die Universitäten und die isolirten landwirthschaftlichen Lehranstalten (1862) och Die Kalidüngung in ihren Vortheilen und Gefahren (1868). Jämte Werner  redigerade Birnbaum Thiels "Landwirthschaftliches Konversationslexikon" (sju band, 1876–81; supplement 1884 och 1888).